# Noblella
Noblella es un género de anfibios anuros de la familia Craugastoridae. Se distribuye por la cuenca amazónica occidental y el piedemonte cercano de los Andes: este de Perú y Ecuador, noreste de Bolivia, oeste de Brasil y sur de Colombia.

## Especies
Se reconocen las 13 especies siguientes según ASW:
- Noblella arutam Brito-Zapata, Chávez-Reyes, Pallo-Robles, Carrión-Olmedo, Cisneros-Heredia & Reyes-Puig, 2024[2]
- Noblella carrascoicola (De la Riva & Köhler, 1998)
- Noblella coloma Guayasamin & Terán-Valdez, 2009
- Noblella duellmani (Lehr, Aguilar, & Lundberg, 2004)
- Noblella heyeri (Lynch, 1986)
- Noblella lochites (Lynch, 1976)
- Noblella lynchi (Duellman, 1991)
- Noblella madreselva[3] Catenazzi, Uscapi & Von May, 2015
- Noblella myrmecoides (Lynch, 1976)
- Noblella personina[4] Harvey, Almendariz, Brito & Batallas, 2013
- Noblella peruviana (Noble, 1921)[5]
- Noblella pygmaea Lehr & Catenazzi, 2009
- Noblella ritarasquinae (Köhler, 2000)